# 필 미컬슨

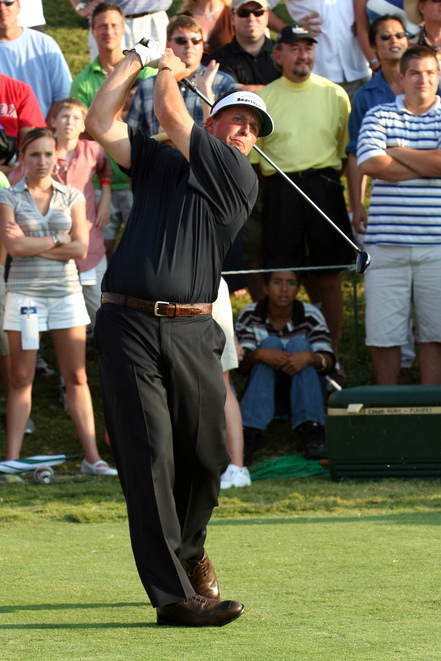
필 미컬슨

필립 앨프리드 미컬슨(Philip Alfred Mickelson, 1970년 6월 16일 ~ )은 미국의 프로 골프 선수이다.

## 경력
- 103회 PGA 챔피언십 우승